# Aníbal Santiago Acevedo
Aníbal Santiago Acevedo (* 28. April 1971 in San Juan, Puerto Rico) ist ein ehemaliger puerto-ricanischer Boxer. Acevedo war Silbermedaillengewinner der Panamerikanischen Spiele 1991 und der Olympischen Spiele 1992.

## Karriere

### Amateur
1989 wurde Acevedo Juniorenweltmeister (U19) im Leichtgewicht (-60 kg) mit einem Finalsieg über Shane Mosley, USA (28:27). Bei den Goodwill Games im Jahr darauf musste Acevedo sich diesem jedoch bereits im ersten Kampf geschlagen geben (RSC 1.), und auch beim Weltcup im selben Jahr in Havanna schied er im Halbweltergewicht (-63,5 kg) startend bereits im Viertelfinale aus.
Besser lief es für ihn bei den Panamerikanischen Spielen 1991, als er im Viertelfinale Candelario Duvergel, Kuba, schlug, jedoch im Halbfinale gegen Edgar Ruiz, Mexiko, verlor und damit die Bronzemedaille gewann. Bei den Weltmeisterschaften 1991 schied Acevedo bereits im Viertelfinale gegen Kostya Tszyu, Sowjetunion (29:10), aus.
1992 qualifizierte sich Acevedo im Weltergewicht (-67 kg) als Gewinner des amerikanischen Olympiaqualifikationsturniers in Santo Domingo für die Olympischen Spiele, bei denen er nach Siegen Harry Simon, Namibia (13:11), Stefan Scriggins, Australien (16:3), und Francisc Vaștag, Rumänien (20:9), das Halbfinale erreichte, welches er gegen Juan Hernández, Kuba (11:2), verlor und damit die olympische Bronzemedaille gewann.

### Profi
1993 gab Acevedo sein Profidebüt, konnte aber nie besondere Erfolge feiern. 1998 und 2007 erklärte er jeweils seinen Rücktritt kehrte aber jeweils 2001 und 2011 in den Ring zurück. Seine Bilanz beträgt 13 Siege (11 KO), 9 Niederlage (5 KO) und ein Unentschieden.